# Anes Mravac
Anes Mravac (* 17. Juli 1989 in Malmö) ist ein ehemaliger schwedischer Fußballspieler. Seit seinem Karriereende ist er als Trainer tätig. Zuletzt stand er bis August 2024 für IFK Värnamo an der Seitenlinie.

## Sportlicher Werdegang

### Spielerkarriere
Mravac begann mit dem Fußballspielen beim Olofströms IF, ehe er sich der Nachwuchsabteilung von Malmö FF anschloss. Dort durchlief der Abwehrspieler die einzelnen Jugendmannschaften und rückte in den Fokus des Svenska Fotbollförbundet. Ab 2004 spielte er für die schwedische U-17- und ab 2006 für die U-19-Auswahlmannschaft. Im selben Jahr rückte er unter Trainer Sören Åkeby in den Kader der Wettkampfmannschaft auf und debütierte am 19. Spieltag der Spielzeit 2006 in der Allsvenskan, als er beim 2:2-Unentschieden gegen Kalmar FF für Behrang Safari eingewechselt wurde. Bis zum Saisonende kam er auf fünf Spieleinsätze. Auch verletzungsbedingt konnte er sich in der folgenden Spielzeit nicht durchsetzen. Nachdem Roland Nilsson Ende 2007 Åkeby beerbte, kam Mravac noch zu einem Ligaspiel und wurde anschließend mehrfach verliehen. In der Folge spielte er für IF Limhamn Bunkeflo in der Superettan sowie den IFK Malmö und Lilla Torg FF im höherklassigen Amateurbereich.
2011 wechselte der immer wieder von Verletzungen ausgebremste Mravac dauerhaft zu IF Limhamn Bunkeflo in die drittklassige Division 1. Zum Jahreswechsel 2012/13 ging er zum Zweitligaabsteiger Trelleborgs FF. Nachdem er mit der Mannschaft als Tabellendritter der Spielzeit 2013 den direkten Wiederaufstieg verpasst hatte, rutschte der Klub in der folgenden Saison in den Abstiegskampf und schaffte nur aufgrund der besseren Tordifferenz gegenüber dem punktgleichen Konkurrenten FC Trollhättan den Klassenerhalt. Mravac verließ den Klub und kehrte zum in die Division 2 aufgestiegenen IFK Malmö zurück, bei dem er sich parallel in der Jugendarbeit engagierte. Im Sommer war er zeitweise interimistisch als Trainer für die Mannschaft zuständig. Anschließend spielte er noch für IF Sylvia und Knäppingsborg BK parallel zu seiner Jugendtrainertätigkeit bei IFK Norrköping.

### Trainerlaufbahn
Ab 2016 war Mravac in der Jugendarbeit des IFK Norrköping tätig. Weiterhin für den Klub angestellt übernahm er im Januar 2021 bei seiner vormaligen Spielstation IF Sylvia, einem Kooperationspartner des IFK Norrköping, das Cheftraineramt für die in der dritten Liga antretende Wettkampfmannschaft. In der Spielzeit 2021 erreichte er mit der Mannschaft den zehnten Tabellenrang in der Nordstaffel. Ende 2021 kehrte Mravac zu IFK Norrköping zurück, wo er fortan als Trainerassistent und Athletiktrainer zum Trainerstab der Wettkampfmannschaft gehörte. Dabei assistierte er zunächst Rikard Norling, den er nach dessen Rücktritt im Juli interimistisch vertrat. Nachdem mit Glen Riddersholm Anfang August ein Nachfolger verpflichtet worden war, war er wieder Trainerassistent.
Nach Ende der Spielzeit 2022 verließ Mravac IFK Norrköping, um sich IFK Värnamo als Assistent anzuschließen. Unter Cheftrainer Kim Hellberg erreichte die Mannschaft den fünften Tabellenplatz und verpasste damit nur knapp die Qualifikation für den Europapokal. Hellberg entschied sich zum Saisonende, seinen auslaufenden Vertrag nicht zu verlängern. Kurz nach Abschluss der Spielzeit 2023 verkündete der Klub die Beförderung Mravacs zum neuen Cheftrainer des Erstligisten, der einen bis Ende 2025 gültigen Kontrakt unterzeichnete. In der Spielzeit 2024 stand der Klub im Abstiegskampf. Hatte sich die Mannschaft zwischenzeitlich auf den neunten Tabellenplatz vorgearbeitet, rutschte sie zu Beginn des letzten Saisondrittels wieder ab. Auf dem Relegationsplatz liegend wurde er gemeinsam mit seinem Trainerassistenten Vedran Vučićević am 23. August des Jahres von der Vereinsführung freigestellt.